# Riley (Indiana)
Riley – miasto w Stanach Zjednoczonych, w stanie Indiana, w hrabstwie Vigo.